# L.C. Ulmer
L.C. Ulmer, volledige naam Lee Chester Ulmer (Stringer, Jasper County, 28 augustus 1928 – Ellisville, 14 februari 2016) was een Amerikaans zanger.

## Biografie
Ulmer trad al vanaf jonge leeftijd op in bars. In de jaren 50 had hij een eigen nachtclub, waar hij onder meer Elvis Presley, Fats Domino, Nat King Cole en Louis Armstrong. Vanaf 1957 woonde Ulmer in Joliet (Illinois), waar hij ook een club had. Hier speelde hij onder meer met Jimmy Reed. Ulmer vormde een eenmansorkest. Hij kon wel tot twaalf instrumenten tegelijk bespelen.
In 2001 keerde hij terug naar de omgeving van zijn geboorteplaats. Hij ging in Ellisville (Mississippi) wonen. In 2008 speelde hij nog op het Chicago Blues Festival. In 2012 en 2013 gaf hij zijn laatste optreden op het Muddy Roots Music Festival.
In 2016 overleed Ulmer op 87-jarige leeftijd.
- Library of Congress Control Number: no2012031222
- Virtual International Authority File: 232735529
- WorldCat: E39PBJcWqKJpPbMQBMmjBCq84q